# Volvo FH
Volvo FH – gama ciężkich samochodów ciężarowych produkowanych przez Volvo Trucks. Wprowadzona na rynek w 1993 jako FH12 oraz FH16. Obecnie w produkcji jest piąta generacja tego modelu. FH to pierwsze litery słów Front High a numer oznacza pojemność silnika w litrach. Gama FH jest jedną z najbardziej udanych ciężarówek. Na całym świecie sprzedano ponad 400 tys. egzemplarzy wszystkich generacji. W 2021 roku, Volvo Trucks wprowadziło do produkcji piątą generację modelu FH z wieloma usprawnieniami technicznymi.

## Historia
Pod koniec 1993 roku Volvo przedstawiło następcę legendarnej serii F, która była w produkcji od 16 lat. Projektowanie Volvo FH zaczęto od czystej kartki i zajęło ono 7 lat. Zaprojektowano także nowy 12 litrowy silnik o oznaczeniu D12, z wałkiem rozrządu w głowicy i elektronicznie sterowanym wtryskiem paliwa, dzięki któremu Volvo stało się światowym liderem w dziedzinie konstrukcji silników.

## Pierwsza generacja (1993-2002)

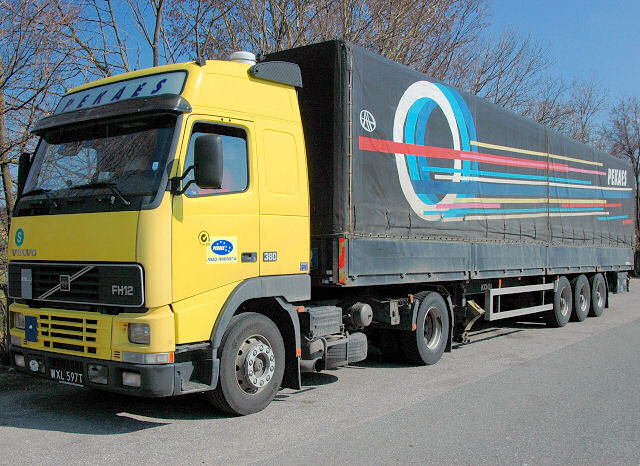
Ciągnik siodłowy Volvo FH12 pierwszej generacji

Zaprojektowano 2 modele FH12 i FH16 które dzieliły ze sobą kabinę i ramę. Volvo FH12 wygrało tytuł "International Truck of The Year 1994". 16-litrowy silnik i skrzynia biegów oraz reszta układu przeniesienia napędu zostały wzięte z poprzednich generacji ale zostało wprowadzone w nich wiele modyfikacji i dodano wiele dodatkowych funkcji m.in. nowy system zarządzania silnikiem i jego diagnostyki dla silnika D12A.

### Projekt i technologia

#### Kabina
Kabinę Volvo FH produkowano w miejscowości Umeå z cynkowanej ogniowo stali o wysokiej wytrzymałości. Pozwoliło to na zachowanie większej sztywności przy zastosowaniu cieńszych paneli oraz kątowników, co pozwoliło na zmniejszenie masy. Kabina nowego FH wyewoluowała z przestronnej, ale kanciatej kabiny serii F do bardziej aerodynamicznej, lepiej zawieszonej pozwalając zmniejszyć masę o prawie 30%.

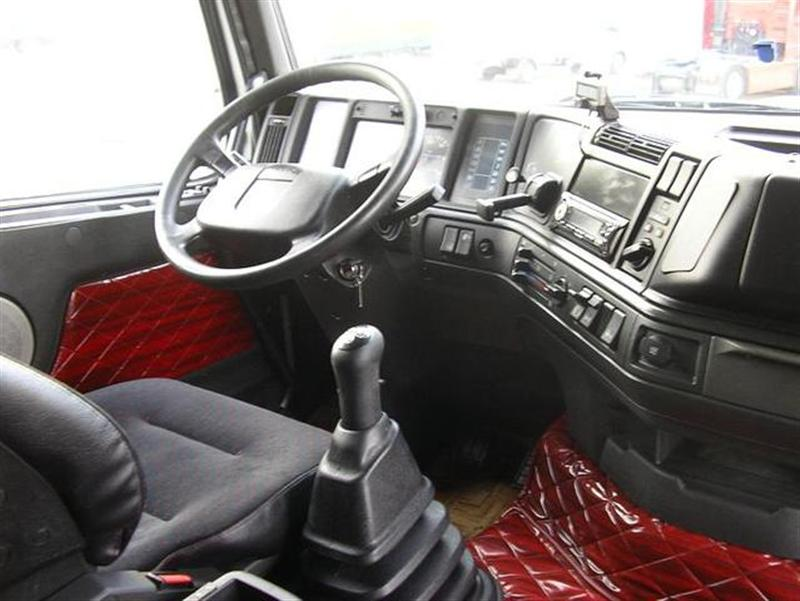
Wnętrze kabiny modelu pierwszej generacji

 Kabinę testowano w tunelu aerodynamicznym, aby uzyskać kształt umożliwiający zmniejszenie zużycia paliwa. Kabina ma pochyloną przednią szybę oraz boczne krawędzie zaokrąglone pod wiele większym kątem a także boczne lusterka bardziej aerodynamiczne. Kabina była obiektem najcięższych testów bezpieczeństwa. Przeprowadzono testy zderzeniowe, podczas których dach kabiny został obciążony 15 tonami ciężaru, a w słupki, drzwi, i tył kabiny uderzyło 1-tonowe wahadło, po którego uderzeniu musiała być zachowana możliwość otwarcia drzwi. W 1995 roku Volvo FH zostało pierwszym samochodem ciężarowym z poduszką powietrzną SRS aby poprawić bezpieczeństwo pasywne.

#### Silnik D12
Z punktu widzenia konstrukcji silnik D12A był w swoim czasie największym projektem Volvo Trucks od lat 50. XX wieku. Podstawą konstrukcji był wciąż 6 cylindrowy silnik diesel z bezpośrednim wtryskiem o pojemności około 12 litrów ale z kompletnie nowym systemem paliwowym i mechanizmem sterowania zaworami w porównaniu po poprzednich jednostek napędowych Volvo. Budowany był w fabryce silników w Skövde na w pełni zautomatyzowanej linii produkcyjnej gdzie większość silnika składana była przez roboty a końcowy montaż wykonywano ręcznie. Silnik D12A był zaprojektowany jako "światowy silnik", aby mógł spełnić najnowsze wymagania wysokiej mocy, niskiego zużycia paliwa oraz niższej emisji spalin. Miał on wałek rozrządu w głowicy (OHC), cztery zawory na cylinder oraz jeden centralnie umieszczony sterowany elektronicznie wtryskiwacz, zintegrowany hamulec silnikowy, a także dwuczęściowe tłoki wykonane ze stali oraz aluminium. Silnik miał pozostawione możliwości na przyszłe modyfikacje zarówno w dziedzinie zwiększania mocy jak i zmieszania emisji spalin.

## Druga generacja (2002-2009)
W połączeniu z premierą modelu FM w 2002 roku Volvo przeprowadziło facelifting ówcześnie produkowanego FH, wskutek czego przeprowadzono nieznaczne zmiany w wyglądzie i wnętrzu kabiny ale za to większe usprawniając elektrykę, silniki oraz skrzynie biegów. Wprowadzono TEA (Truck Electric Architecture), który umożliwia różnym sterownikom aby pracować oraz komunikować się między sobą. System używa dwóch szyn do komunikacji pomiędzy sterownikami.

## Trzecia generacja (2009-2014)
Drugą generacją był nowy model FH12. W nowych FH12 zmienione zostały kabiny, tuner w kabinie oraz podwozia. Zmieniony został całkowicie design samochodu. Wyposażony w zupełnie nowy 12-litrowy silnik o mocach od 380 do 500 koni mechanicznych sprostał wielu oczekiwaniom klientów Volvo.
W 2005 roku Volvo zaprezentowało odświeżony model FH. Posiada zupełnie nowy, jeszcze mocniejszy silnik 13-litrowy o oznaczeniu D13A. W tych pojazdach został obniżony tunel silnika oraz częściowo wnętrze kabiny. Silniki tej generacji są uważane do tej pory za najsilniejsze, jakie Volvo wyprodukowało, przez wielu klientów Volvo Trucks. Model ten przeszedł liftingi w 2005 i 2008 roku. Mimo premiery IV generacji, kontynuowano jego produkcję (już pod nazwą FH Classic), do 5 marca 2014r w belgijskiej Gandawie.

## Czwarta generacja (od 2012)
We wrześniu 2012 roku, Volvo Trucks zaprezentowało nowy model Volvo FH, z wieloma poważnymi zmianami, między innymi nowym designem. Model ten otrzymał tytuł International Truck of The Year 2014. Firma wprowadziła także nowy silnik Euro 6, o oznaczeniu D13K dostępny jako opcja do nowego modelu FH, obowiązkowy do nowych ciężarówek od stycznia 2014. Innymi wartymi do odnotowania zmianami był układ napędowy I-torque oraz układ I-see wspomagający oszczędzanie paliwa.

### CW-EB
Volvo Trucks zaprezentowało nowy system CW-EB dla ciężarówek serii FH na portalu YouTube. Ciężarówka zatrzymała się tylko kilka centymetrów przed samochodem z przodu. Pojazd załadowany był do 40 ton, kiedy Volvo zademonstrowało ten system. CW-EB łączy radar i kamerę aby monitorować przód pojazdu. System jest zaprojektowany tak, aby wykrywać zarówno pojazdy stojące jak i te w ruchu oraz zapobiegać kolizjom z pojazdami poruszającymi się z prędkością do 70 km/h. Kiedy system wykryje pojazd, w który ciężarówka może uderzyć, aktywuje się świecąca czerwona kontrolka, aby zwrócić uwagę kierowcy na drogę..